# فاموسو (کالیفرنیا)
فاموسو (به انگلیسی: Famoso) یک منطقهٔ مسکونی در ایالات متحده آمریکا است که در شهرستان کرن، کالیفرنیا واقع شده‌است. فاموسو ۱۳۰ متر بالاتر از سطح دریا واقع شده‌است.